# Acanthoscelides speciosus
Acanthoscelides speciosus är en skalbaggsart som först beskrevs av Schaeffer 1907.  Acanthoscelides speciosus ingår i släktet Acanthoscelides och familjen bladbaggar. Inga underarter finns listade i Catalogue of Life.